# Cyclanthera brevisetosa
Cyclanthera brevisetosa är en gurkväxtart som först beskrevs av Julian Alfred Steyermark, och fick sitt nu gällande namn av H.Schaef. och S.S.Renner. Cyclanthera brevisetosa ingår i släktet springgurkor, och familjen gurkväxter. Inga underarter finns listade i Catalogue of Life.